# Emilio Manuel Fernández García
Emilio Manuel Fernández García (Madrid, 11 de noviembre de 1958) es un fiscal experto en delitos informáticos y escritor español, fiscal superior de Castilla-La Mancha desde 2021. Coordinador de los delitos de piratería con la Fiscalía General del Estado, entre 2017 y 2019 presidió la Unión Progresista de Fiscales.

## Biografía
Nació el 11 de noviembre de 1958 en Madrid. Estudió Derecho en la Universidad Complutense. 
En 1984 ingresó en la carrera fiscal en la ciudad de Albacete, habiendo ejercido desde entonces en Familia, como fiscal delegado de Menores, de Extranjería, de Violencia sobre la Mujer, de Criminalidad Informática y como delegado del Servicio de Información del Ministerio Fiscal (SIMF).
Entre 2006 y 2008 fue teniente fiscal de la Fiscalía de Castilla-La Mancha y entre 2008 y 2013 fiscal jefe de la Fiscalía Provincial de Albacete. 

### Presidente de la UPF
En 2017 fue elegido presidente de la Unión Progresista de Fiscales (UPF) –una de las principales asociaciones profesionales de fiscales del país– sucediendo a Álvaro García Ortiz, fiscal general del Estado desde 2022, en un mandato hasta 2019, cuando fue relevado por Teresa Peramato Martín.

### Fiscal superior de Castilla-La Mancha
Tras imponerse a su otro rival candidato al cargo, el fiscal Francisco Ramón Sánchez Melgarejo, fue nombrado fiscal superior de Castilla-La Mancha por el rey Felipe VI previa deliberación del Consejo de Ministros, sucediendo a José Martínez, que ocupó el cargo durante tres mandatos desde 2006, quien fue nombrado fiscal del Tribunal Supremo. 
En junio de 2022 tomó posesión como fiscal superior de Castilla-La Mancha en la sede de la Fiscalía de Castilla-La Mancha en Albacete con la asistencia de la fiscal general del Estado, Dolores Delgado, entre otras autoridades.